# 梅氏美體鰻
梅氏美體鰻，又稱梅氏錐體糯鰻（學名：Ariosoma mellissii），為輻鰭魚綱鰻鱺目糯鰻科的其中一個種，由Albert Günther在1870年描述，分布於東南大西洋聖赫勒拿島海域，深度可達67公尺，體長可達42.8公分，為底棲性魚類，肉食性，生活習性不明。